# Халапа (Табаско)
Халапа (исп. Jalapa) — город в Мексике, в штате Табаско, входит в состав одноимённого муниципалитета и является его административным центром. Численность населения, по данным переписи 2020 года, составила 5001 человек.

## Общие сведения
Название Jalapa с языка науатль можно перевести как: песчаная отмель.
Первое упоминание о поселении относится к 1524 году, когда Эрнан Кортес и Берналь Диас проезжали по этой территории во время его путешествия в Гватемалу. В одном из своих докладов он сообщает о прохождении поселения Сагоата́н, который был «очень густонаселённым и насчитывал более сотни домов». Считается, что это поселение находилось на месте современной Халапы.
В 1614 году священник Мануэль Хиль Саенс упоминает о начале строительства церквей и дорог в городах Табаско, в том числе и в Халапе.
В 1833 году город поразила эпидемия холеры, вследствие чего погибло очень много человек.
17 февраля 1873 года Халапа получила статус вильи.
В том же году здесь заработал сахарный завод с паровыми механизмами.
В июле 1976 года Халапе был присвоен статус города.

## Население
| Год  | Численность | Численность |
| ---- | ----------- | ----------- |
| 2000 | 4657        | [ 6 ]       |
| 2005 | 4650        | [ 7 ]       |
| 2010 | 4999        | [ 8 ]       |
| 2020 | 5001        | [ 9 ]       |

## Достопримечательности
В городе расположена самая старая церковь в штате, сохраняющая свой первоначальный вид и по сей день. На въезде в город расположена статуя губернатора Франсиско Сантамария.
Ежегодно с 14 по 29 июня на территории города проводится ярмарка, на которую со всего муниципалитета съезжаются различные промышленники, представляющие свою продукцию.